# Глазго Грін
Глазго Грін (англ. Glasgow Green) — парк, розташований в східній частині Глазго, на північному березі річки Клайд. Заснований в середині XV століття. Глазго Грін є найстарішим парком міста.

## Історія
У 1450 року король Шотландії передав в дар єпископу, Вільяму Тернбулл і всім жителям Глазго заболочену ділянку землі на березі Клайда. Спочатку тут пасли худобу, прали й вибілювали білизну, сушили рибальські сіті й займалися плаванням.
У 1817 і 1826 роках були зроблені перші спроби облагородити ділянку майбутнього парку: територія була вирівняна й осушена, річки й струмки забрані в труби під землю.

## Пам'ятки
У парку знаходиться Національний хокейний центр Глазго.

### Пам'ятник Нельсону
У 1806 рік через рік після смерті Гораціо Нельсона на його честь в Глазго Грін був зведений монумент висотою 43,5 метра. Він став першим пам'ятником великому флотоводцю у Великій Британії — колона Нельсона в Дубліні з'явилася лише через два роки, а в Лондоні — через три десятиліття.
Через 4 роки після спорудження в пам'ятник вдарила блискавка. В результаті в ньому утворилася довга структурна тріщина. У 2002 році в ході реставрації пам'ятника, на яку витратили близько   £ 900 000, були усунені накопичені за два століття пошкодження, а сам монумент був приведений до свого первісного вигляду.